# USS Chivo (SS-341)
Za druga plovila z istim imenom glejte USS Chivo.
USS Chivo (SS-341) je bila jurišna podmornica razreda balao v sestavi Vojne mornarice Združenih držav Amerike.
Podmornico so 1. julija 1971 prodali Argentini, kjer so jo preimenovali v ARA Santiago del Estero (S-22).